# Rubicon Keys
Les Rubicon Keys sont des îles des Keys, archipel des États-Unis d'Amérique situé dans l'océan Atlantique au sud de la péninsule de Floride. Elles sont situées dans le parc national de Biscayne.